# Greatest!
Greatest! je četvrti album Johnnyja Casha, objavljen za Sun Records 12. siječnja 1959. Bio je to treći Cashov album za tu kuću koju je napustio godinu dana prije kako bi se priključio Columbia Recordsu. U vrijeme kad je album izašao na tržište, Cash je već bio snimio The Fabulous Johnny Cash, svoj prvi album za Columbiju. Pjesme s ovog albuma snimljene su između srpnja 1955. i srpnja 1958. Šest od dvanaest pjesma su postale singlovi, a "Get Rythm" se probila na vrh country ljestvice i postala najuspješnija. Varese Sarabande je 2003. objavio reizdanje albuma s četiri dodatne pjesme, od kojih su dvije bile izmijenjene verzije pjesama koje su se već nalazile na albumu.

## Popis pjesama
1. "Goodbye Little Darlin' Goodbye" (Gene Autry, Johnny Marvin) – 2:14
2. "I Just Thought You'd Like to Know" (Charlie Rich) – 2:23
3. "You Tell Me" (Sam Phillips) – 1:48
4. "Just About Time" (Cash) – 2:07
5. "I Forgot to Remember to Forget" (Stan Kesler, Charlie Feathers) – 2:09
6. "Katy Too" (Cash, Jack Clement) – 1:57
7. "Thanks a Lot" (Rich) – 2:38
8. "Luther Played the Boogie" (Cash) – 2:03
9. "You Win Again" (Hank Williams) – 2:18
10. "Hey Good Lookin''" (Williams) – 1:41
11. "I Could Never Be Ashamed of You" (Williams) – 2:14
12. "Get Rhythm" (Cash) – 2:14

### Bonus pjesme
1. "Fool's Hall of Fame" (Jerry Freeman, Danny Wolfe) – 2:26
2. "I Forgot to Remember to Forget" (Kesler, Feathers) – 2:11
3. "Hey Good Lookin'" (Williams) – 1:43
4. "Rock and Roll Ruby" (Cash) – 1:42

## Ljestvice
Singlovi - Billboard (Sjeverna Amerika)
| Godina | Singl                            | Ljestvica        | Pozicija |
| ------ | -------------------------------- | ---------------- | -------- |
| 1958.  | "Just About Time"                | Country singlovi | 30       |
| 1959.  | "Thanks a Lot"                   | Country singlovi | 12       |
| 1959.  | "Luther Played the Boogie"       | Country singlovi | 8        |
| 1959.  | "Katy Too"                       | Country singlovi | 11       |
| 1959.  | "Cry Cry Cry"                    | Pop singlovi     | 66       |
| 1959.  | "Goodbye Little Darlin' Goodbye" | Country singlovi | 22.      |
| 1959.  | "Get Rhythm"                     | Country singlovi | 1        |

## Vanjske poveznice
- Podaci o albumu i tekstovi pjesama